# Cracticus louisiadensis
Cracticus louisiadensis е вид птица от семейство Artamidae.

## Разпространение
Видът е разпространен в Папуа Нова Гвинея.